# همفیل (تگزاس)
همفیل، تگزاس(به انگلیسی: Hemphill, Texas) شهری در ایالت تگزاس از ایالات جنوبی ایالات متحده آمریکا است. در سرشماری سال ۲۰۰۰، جمعیت این شهر ۱۱۰۶ نفر اعلام شد.